# بهمن ۱۳۸۹
بهمن ۱۳۸۹ یازدهمین ماه سال ۱۳۸۹ خورشیدی است.

آغاز آن جمعه: ‎۲ بهمن ۱۳۸۹ (۲۱ ژانویه ۲۰۱۱) میلادی

مطابق با ۱۵ صفر ۱۴۳۲ قمری قرارادی می‌باشد.

## ۱ بهمن ۱۳۸۹
- فعالیت کلیه احزاب سیاسی در تونس آزاد شد

دولت جدید تونس می‌گوید ممنوعیت فعالیت کلیه احزاب و تشکل‌های سیاسی، از جمله اسلام‌گرایان را لغو و همه زندانیان سیاسی را عفو کرده‌است. بی‌بی‌سی فارسی
- دولت ایرلند سقوط کرد

در پی استعفای ۶ وزیر از کابینه ۱۴ نفره دولت ایرلند سقوط کرد. برایان کوئن، نخست‌وزیر ایرلند اعلام کرد که در روز ۱۱ مارس انتخابات پیش‌رس پارلمانی برگزار می‌شود. دویچه وله فارسی
- دانشگاه الازهر با واتیکان قطع رابطه کرد

دانشگاه الازهر که یکی از مهم‌ترین مراکز آموزشی جهان اسلام است، در اعتراض به سخنان پاپ بندیکت شانزدهم، رهبر کاتولیک‌های جهان، اعلام کرد که «گفت و گوهای دوره‌ای خود با واتیکان را متوقف کرده‌است». دانشگاه الازهر، سخنان اخیر پاپ درباره لزوم حفاظت از مسیحیان در خاورمیانه را علت قطع رابطه اعلام کرده‌است. بی‌بی‌سی فارسی
- مذاکرات هسته‌ای ایران و گروه ۱+۵ در استانبول آغاز شد

دور اول مذاکرات هسته‌ای دو روزه ایران و گروه ۱+۵ در استانبول آغاز شده‌است. بی‌بی‌سی فارسی ،خبر آن لاین
- تماشای فوتبال در سينماهای ایران برای زنان ممنوع شد

اداره اماکن وابسته به وزارت فرهنگ و ارشاد اسلامی ایران، ورود زنان به سالن‌های سينما برای تماشای مسابقات فوتبال را ممنوع کرد. اداره اماکن در تازه‌ترين دستور خود برای پخش مسابقات فوتبال جام ملت‌های آسيا در سالن‌های سينما، ورورد زنان را به اين سالن‌ها ممنوع کرد. اين تصميم پس از آن گرفته شد که علاقه‌مندان به تماشای فوتبال، عصر روز گذشته ديدار تيم‌های ملی فوتبال ايران و امارات را در سه پرديس سينمايی ملت، زندگی و آزادی تماشا کردند. رادیو زمانه، دویچه وله فارسی
- پارلمان اروپا خواستار آزادی نسرین ستوده شد

## ۲ بهمن ۱۳۸۹
- پایان «بی‌نتیجه» نخستین روز از مذاکرات هسته‌ای ایران و گروه ۱+۵ در استانبول

سعید جلیلی، مذاکره‌کننده ارشد تیم هسته‌ای ایران، در دو دور مذاکره گروهی با نمایندگان پنج عضو دائم شورای امنیت و آلمان، بطور دو به دو با کاترین اشتون، مسئول سیاست خارجی اتحادیه اروپا، سرگئی ریابکوف، معاون وزیر امور خارجه روسیه، وو هایلونگ، دستیار وزیر امور خارجه چین و احمد داوداغلو، وزیر امور خارجه ترکیه دیدار و گفت و گو کرد، اما در روز اول مذاکرات نتیجه‌ای حاصل نشد. بی‌بی‌سی فارسی، دویچه وله فارسی، رادیو فردا
- با میانجی‌گری ترکیه، سفیر سنگال به ایران بر می‌گردد

## ۳ بهمن ۱۳۸۹
- فتا، واحد جدید پلیس ایران برای کنترل فضای اینترنت

پلیس فضای تولید و تبادل اطلاعات ایران (با نام مختصر فتا)، با هدف مقابله با جرایم اینترنتی و حفاظت از اموال، منافع و اسرار ملی بر روی شبکه اینترنت، در ایران شروع به کارکرده‌است. اسماعیل احمدی مقدم فرمانده نیروی انتظامی ایران روز ۳ بهمن در مراسم شروع به کار فتا گفت: در حال حاضر تمام اقدامات تروریستی از طریق فضای مجازی صورت می‌گیرد، به نحوی که در پرونده مسعود علی‌محمدی نیز تمام طراحی‌های عملیاتی و مبادله اطلاعات بر محور اینترنت بود. بی‌بی‌سی فارسی
- مذاکرات استانبول میان ایران و گروه ۱+۵ «بدون پیشرفت» پایان یافت

کاترین اشتون، مسئول سیاست خارجی اتحادیه اروپا و مذاکره‌کننده ارشد گروه ۱+۵ در یک کنفرانس خبری گفت: «ایران برای لغو تحریم‌های بین‌المللی و نیز برای ادامه چرخه سوخت هسته‌ای شرایطی تعیین کرد، اما ما نتوانستیم این شرایط را قبول کنیم، زیرا ایران برای لغو تحریم‌ها باید اعتماد ما را به دست بیاورد». هم‌چنین سعید جلیلی نماینده ارشد مذاکره‌کننده ایران، اظهار امیدواری کرد که غرب بتواند با پیدا کردن نقاط مشترک، گفتگوها را ادامه دهد. بی‌بی‌سی فارسی، دویچه وله فارسی، رادیو فردا
- ویکی‌لیکس: «ایران یکی از بزرگ‌ترین قاچاقچیان مواد مخدر در دنیاست»

## ۴ بهمن ۱۳۸۹
- انفجار در فرودگاه مسکو دست‌کم ۳۵ کشته بر جای گذاشت

انفجار یک بمب در سالن پرواز فرودگاه بین‌المللی «دومودِدُوُو» مسکو، باعث کشته شدن دست‌کم ۳۵ نفر و زخمی شدن بیش از ۱۶۰ تن دیگر شد. خبرگزاری روسی ریا نوستی این خبر را از قول مقام‌های وزارت بهداشت روسیه نقل کرده و می‌گوید که این بمب احتمالاً توسط «یک بمب‌گذار انتحاری» منفجر شده‌است. فرودگاه بین‌المللی دوموددوو در شرق مسکو قرار دارد و از فرودگاه‌های پرتردد این کشور است. این فرودگاه عموماً به عنوان مدرن‌ترین فرودگاه مسکو معروف است اما پیش از این در مورد وضعیت امنیتی آن سؤالاتی مطرح بوده‌است. به گزارش خبرگزاری «اینترفاکس» روسیه، مأموران روسی می‌گویند که در محل این انفجار سر فردی ۳۰ تا ۳۵ ساله را «با ظاهر عرب» یافته‌اند که به باور این مأموران «به احتمال زیاد» متعلق به بمبگذار انتحاری است. این در حالی است که به گزارش همین خبرگزاری، دیگر مقام‌های امنیتی روسیه می‌گویند که فرد بمب‌گذار روز دوشنبه در فرودگاه مسکو «احتمالاً از اهالی قفقاز شمالی بوده‌است.» منطقه شمال قفقاز که جمهوری چچن نیز در آن واقع شده در سال‌های گذشته صحنه درگیری میان نیروهای روسی و اسلامگرایان محلی بوده‌است. رادیو فردا، بی‌بی‌سی فارسی
- نامه انتقادی احمدی‌نژاد به مجلس علیه مصوبات مجمع تشخیص

محمود احمدی‌نژاد رئیس‌جمهوری ایران در نامه‌ای به نمایندگان مجلس ایران، مجمع تشخیص مصلحت نظام را به «مخدوش‌‌کردن روند مدیریت کشور» متهم کرد و به انتقاد از «همراهی» رئیس مجلس و رئیس قوه قضائیه با این اقدام پرداخت. 
نامه آقای احمدی‌نژاد به مجلس ایران، بر خلاف روال معمول در نامه‌نگاری‌های حکومتی، به جای رئیس مجلس خطاب به «نمایندگان» نوشته شده و بدون جملات احترام‌آمیز رایج در مکاتبات رسمی پایان یافته‌است. محمود احمدی‌نژاد، از زمان پیروزی در انتخابات ریاست جمهوری دهم، در مناسبت‌های گوناگون علیه عملکرد مجمع تشخیص مصلحت نظام، مجلس و قوه قضائیه ایران به موضع‌گیری علنی پرداخته و این نهادها را متهم کرده که مانع از انجام وظیفه دولت می‌شوند. بی‌بی‌سی فارسی، تابناک
- یوزپلنگ‌های ایرانی زیرگونه منحصربفردی از گربه‌سانانند

## ۵ بهمن ۱۳۸۹
- مصری‌ها علیه حکومت حسنی مبارک دست به تظاهرات خیابانی زدند

پلیس ضد شورش در قاهره، پایتخت مصر با گاز اشک‌آور و ماشین‌های آب‌پاش به صفوف تظاهرکنندگان ضد دولتی حمله کرده‌اند. هزاران مخالف دولت حسنی مبارک، در اقدامی کم‌سابقه با الهام از ناآرامی‌های تونس که منجر به فرار و برکناری زین‌العابدین بن علی، رئیس‌جمهور این کشور شد، تجمعات ضد دولتی برگزار کرده‌اند. بی‌بی‌سی فارسی، گاردین
- «اسناد محرمانه» جنجال‌برانگیز صلح خاورمیانه

طبق اسنادی که توسط شبکه خبری الجزیره و روزنامه گاردین منتشر شده‌است، فلسطینی‌ها بیش از آنچه تاکنون گفته‌شده، آماده سازش با اسرائیل هستند. بر طبق «اسناد محرمانه» منتشره شده، فلسطینی‌ها به دولت اسرائیل از جمله پیشنهاد کرده‌اند که تمامی شهرک‌های یهودی‌نشین به جز یک شهرک در اورشلیم شرقی را نگاه دارند. فلسطینی‌ها در برابر خواستار قسمتی از خاک اسرائيل، از جمله بخشی در مرز کرانه باختری رود اردن، شده‌اند. به گزارش الجزیره، صائب عریقات، مذاکره‌کننده ارشد فلسطینی، به مذاکره‌کنندگان اسرائیلی پیشنهاد داده‌بود که به مدت ۱۰ سال، سالانه ۱۰هزار آواره فلسطینی – یعنی در مجموع ۱۰۰ هزار نفر از مجموع حدود ۶ میلیون آواره – به کشور تازه‌تاسیس فلسطین بازگردنده شوند. دویچه وله فارسی، الجزیره انگلیسی، گاردین
- نامزد مورد تائید حزب‌الله لبنان، نخست‌وزیر لبنان شد

## ۶ بهمن ۱۳۸۹
- پلیس قاهره با گاز اشک‌آور و باتوم به معترضان حمله کرد

پلیس ضد شورش مصر در دومین روز تظاهرات ضد دولتی در این کشور با تظاهرکنندگان درگیر شده‌است. معترضان امروز در برابر اتحادیه روزنامه‌نگاران مصر جمع شدند. در برابر ساختمان دیوان عالی مصر هم درگیری‌هایی گزارش شده‌است. هم‌چنین در دیگر نقاط مصر از جمله در سوئز نیز تظاهرات ضد دولتی برگزار شده‌است. وزارت کشور مصر از بازداشت پانصد نفر در ناآرامی‌های این کشور خبر داده‌است. بی‌بی‌سی فارسی، دویچه وله فارسی، یورونیوز فارسی
- سخنرانی سالانه باراک اوباما در کنگره آمریکا

باراک اوباما، رئیس‌جمهور ایالات متحده آمریکا، در سخنرانی وضعیت کشور، در حضور نمایندگان مجالس نمایندگان و مجلس سنا، اعضای دیوان عالی فدرال، فرماندهان ارشد نیروهای نظامی ایالات متحده آمریکا و هیئت وزیران آن کشور، سیاست‌های کلان دولت خود، در سال جاری میلادی را اعلام کرد. سخنرانی باراک اوباما در ساختمان اصلی کنگره ایالات متحده آمریکا در مرکز شهر واشینگتن دی.سی. انجام شد. باراک اوباما در سخنرانی موسوم به «وضعیت کشور»، بر امور داخلی آمریکا، به ویژه اقتصاد، بیکاری و کسری بودجه کلان دولت فدرال تمرکز کرد و شعار «آینده از آن ماست» را به دفعات تکرار کرد. بی‌بی‌سی فارسی، نیویورک تایمز
- حکم بازداشت رئیس‌جمهوری سابق تونس صادر شد

دولت جدید تونس حکم بازداشت بین‌المللی زین‌العابدین بن علی، رئیس‌جمهوری سابق این کشور را صادر کرده‌است. دولت تونس هم‌چنین در تلاش است تا بتواند برخی از اعضای خانواده زین‌العابدین بن علی از جمله همسرش، لیلا ترابلسی را بازداشت کند. آن‌ها در ارتباط با معاملات ملکی غیر قانونی و انتقال دارایی مردم تونس به خارج از کشور، مورد پیگرد قانونی قرار گرفته‌اند. بی‌بی‌سی فارسی
- هک شدن حساب کاربری بنیان‌گذار فیس‌بوک

به گفته کارشناسان سایت فیس‌بوک، یک اشکال نرم‌افزاری باعث هک‌شدن اکانت مارک زوکربرگ، بنیان‌گذار این سایت شده‌است. بی‌بی‌سی انگلیسی
- اجرای یک قطعه گم‌شدهٔ موسیقی بعد از ۲۵۰ سال

## ۷ بهمن ۱۳۸۹
- ده‌ها هزار نفر علیه دولت یمن تظاهرات کردند

ده‌ها هزار نفر در صنعا، پایتخت یمن، دست به تظاهرات خیابانی زده و خواستار کناره‌گیری علی عبدالله صالح، رئیس‌جمهوری این کشور از قدرت شده‌اند. علی عبدالله صالح سی سال است که این مقام را در اختیار داشته‌است. بی‌بی‌سی فارسی
- روسیه: «استاکس‌نت می‌توانست چرنوبیل جدیدی در ایران ایجاد کند»

دمیتری روگوزن، سفیر روسیه در سازمان پیمان آتلانتیک شمالی خواستار بررسی «حمله سایبری به تاسیسات اتمی ایران» شده و هشدار داد که کرم رایانه‌ای استاکس‌نت می‌توانست فاجعه‌ای هسته‌ای، مانند حادثه چرنوبیل در بوشهر به راه اندازد. ویروس موسوم به «استاکس‌نت» که گفته می‌شود تاسیسات اتمی بوشهر را آلوده کرده، موجب تخریب سانتریفوژهای غنی‌سازی اورانیوم ایران شد. بی‌بی‌سی فارسی
- سنگسار یک زوج افغان توسط طالبان

## ۸ بهمن ۱۳۸۹
- با گسترش نآرامی‌ها، البرادعی وارد مصر شد

هم‌زمان با گسترش تظاهرات ضد حکومتی در مصر، محمد البرادعی، برنده جایزه صلح نوبل و سیاست‌مدار اپوزوسیون مصری وارد قاهره شده‌است. محمد البرادعی اعلام کرده که چنان‌چه از او خواسته شود، «آماده است رهبری تحولات سیاسی مصر را بر عهده گیرد». بی‌بی‌سی فارسی، یورونیوز فارسی
- سخنگوی جدید کاخ سفید معرفی شد

جی کارنی، یکی از دستیاران جو بایدن، معاون رئیس‌جمهوری ایالات متحده آمریکا به عنوان مدیرکل روابط عمومی و  سخنگوی جدید کاخ سفید انتخاب شده‌است. جی کارنی، قرار است با کناره‌گیری رابرت گیبز، سخنگوی کنونی کاخ سفید، جایگزین او شود. جی کارنی، یک روزنامه‌نگار باسابقه است و در دوران ریاست‌جمهوری بیل کلینتون و جورج دبلیو بوش، خبرنگار حوزه کاخ سفید مجله تایم بود. بی‌بی‌سی فارسی
- توقف پخش برنامه رادیویی «جام جهان‌نما» از بی‌بی‌سی فارسی

## ۹ بهمن ۱۳۸۹
- پنجمین روز اعتراضات؛ هشدار ارتش به مردم برای عدم تجمع

صدها هزار معترض، برای پنجمین روز متوالی در مرکز قاهره، پایتخت مصر جمع شده و خواهان استعفای حسنی مبارک، رئیس جمهور مصر شدند. نیروهای ارتش مصر و سربازان با خودروهای زرهی در خیابان‌ها حضور دارند، اما تاکنون این نیروها دست به اقدامی علیه تظاهرکنندگان نزده‌اند. در واکنش به ادامه ناآرامی‌ها، ارتش زمان مقررات منع آمد و شد را افزایش داده‌است، به این ترتیب، این مقررات در قاهره، اسکندریه و سوئز از ساعت چهار بعد از ظهر تا هشت صبح اعلام شده‌است. بی‌بی‌سی فارسی، دویچه وله فارسی
- رئیس‌جمهور مصر دولت را برکنار کرد

در پی ادامه اعتراضات و ناآرامی‌های سراسری در مصر، حسنی مبارک، رئیس‌جمهوری این کشور، برای نخستین‌بار از زمان شروع تظاهرات با مردم این کشور صحبت کرد. حسنی مبارک در سخنرانی تلویزیونی خود، به مردم مصر وعده داد برای اصلاحات اجتماعی، اقتصادی و سیاسی تلاش کند. او هم‌چنین از دولت احمد نظیف، نخست‌وزیر این کشور خواست استعفا دهد و از تشکیل دولت جدید خبر داد. حسنی مبارک هم‌چنین از عمل‌کرد نیروهای امنیتی در برخورد با مخالفان دفاع کرد. بی‌بی‌سی فارسی، دویچه وله فارسی، یورونیوز فارسی، نیویورک تایمز،  الجزیره انگلیسی
- داریوش همایون درگذشت

## ۱۰ بهمن ۱۳۸۹
- علی‌اکبر صالحی وزیر امور خارجه ایران شد

با رای اعتماد نمایندگان مجلس ایران علی اکبر صالحی وزیر امور امور خارجه این کشور شد. صالحی که یک هفته پیش از سوی محمود احمدی نژاد به عنوان وزیر پیشنهادی امور خارجه به مجلس معرفی شده بود، توانست روز یکشنبه دهم بهمن از مجموع ۲۴۱ نماینده حاضر، رای موافق ۱۴۶ نفر را به دست آورد. تعداد مخالفان آقای صالحی در مجلس نیز کم نبود و ۶۰ نماینده به وی رای مخالف دادند و ۳۵ نفر نیز رای ممتنع. صالحی یک ماه و نیم پیش در پی برکناری منوچهر متکی از وزارت امور خارجه ایران، از سوی آقای احمدی نژاد به سرپرستی این وزارتخانه منصوب شده بود. علی مطهری نماینده تهران به عنوان مخالف وزارت آقای صالحی گفت که «برخی ساختارها در وزارت خارجه وجود دارد که صالحی قادر به اصلاح آن نیست.» بی‌بی‌سی فارسی
- دیدار حسنی مبارک با فرماندهان ارشد نظامی

در ششمین روز اعتراضات دولتی، حسنی مبارک، رئیس جمهوری مصر از یک پایگاه نظامی دیدار کرد. در این دیدار، عمر سلیمان معاون رئیس جمهور که روز گذشته منصوب شد و مارشال طنطاوی، وزیر دفاع همراه او بودند. به گزارش تلویزیون دولتی مصر، مبارک در جریان این دیدار که با حضور فرماندهان ارشد انجام شد اقدامات امنیتی اتخاذ شده را مورد بحث و بررسی قرار داد. گزارش‌ها از مصر همچنین حاکی است که اخوان المسلمین، مهمترین گروه مخالف دولت، حمایت خود را از محمد البرداعی از منتقدان بانفوذ برای مذاکره با دولت اعلام کردند.بی‌بی‌سی فارسی
- ۹۹ درصد از مردم در جنوب سودان به استقلال رای دادند

اولین نتیجه کامل همه‌پرسی استقلال جنوب سودان نشان می‌دهد که ۹۹٫۵۷ درصد از مردم سودان جنوبی به جدایی از شمال رای داده‌اند. همه‌پرسی استقلال جنوب سودان بر اساس بخشی از توافق‌نامه جامع صلح در سال ۲۰۰۵ میلادی، میان جنبش آزادی‌بخش خلق سودان و حکومت مرکزی سودان مورد توافق قرار گرفته‌بود. این توافق‌نامه به دو دهه جنگ داخلی در سودان پایان داد. بی‌بی‌سی فارسی
- هلند تماس‌های دیپلماتیک خود با ایران را به حال تعلیق در آورد

دولت هلند در اعتراض به اعدام زهرا بهرامی، زنی که دارای ملیت دوگانه ایرانی-هلندی بوده، کلیه تماس‌های دیپلماتیک خود با ایران را به حال تعلیق درآورده‌است. وزارت امور خارجه هلند با توصیف حکومت جمهوری اسلامی ایران به عنوان «حکومتی با رفتار دوران بربریت»، اعلام کرد که عمیقا از اعدام «وحشیانه» زهرا بهرامی «شوکه» شده‌است. بی‌بی‌سی فارسی، رادیو زمانه
- افزایش فشار جهانی بر رهبر مصر برای اصلاحات

## ۱۱ بهمن ۱۳۸۹
- کابینه جدید مصر سوگند یاد کرد

## ۱۲ بهمن ۱۳۸۹
- مجلس ایران وزیر راه را برکنار کرد

نمایندگان مجلس ایران پس از مذاکره پیرامون طرح استیضاح حمید بهبهانی، وزیر راه در دولت محمود احمدی نژاد، رای عدم اعتماد دادند و به این ترتیب، ادامه خدمت او در این سمت را ناممکن ساختند. برخلاف معمول، جلسه مجلس برای مذاکره پیرامون طرح استیضاح آقای بهبهانی بدون حضور وی برگزار شد و محمود احمدی نژاد نیز برای حمایت از وزیر راه و ترابری در مجلس حاضر نشد. در رای گیری در مورد طرح استیضاح آقای بهبهانی، از مجموع ۲۴۳ رای نمایندگان حاضر در جلسه، ۱۴۷ نفر به این طرح رای مثبت، ۷۸ نماینده رای منفی و ۹ نماینده رای ممتنع دادند. به این ترتیب، حمید بهبهانی، که در شهریور ماه سال گذشته با رای اعتماد ۱۶۷ تن از نمایندگان به وزارت راه و ترابری منصوب شده بود با اکثریت قابل توجه آرای نمایندگان، از این سمت برکنار شد. بی‌بی‌سی فارسی، رادیو فردا
- ارتش مصر توسل به زور علیه معترضان را رد کرد

ارتش مصر طی بیانیه‌ای اعلام کرده‌است که علیه تظاهرکنندگان مصری که خواستار برکناری رژیم حسنی مبارک هستند، به نفع رژیم حاکم به زور متوسل نخواهد شد و به «حقوق مشروع مردم» احترام می‌گذارد. این بیانیه پیش از تظاهرات بزرگی که برای روز سه‌شنبه برنامه‌ریزی شده‌است، صادر می‌شود. هم‌چنین درخواست اعتصاب عمومی از سوی معترضین در این روز مطرح شده‌است. بی‌بی‌سی فارسی، دویچه وله فارسی، یورونیوز فارسی
- فرد «مدعی خدایی» در ایران اعدام شد

## ۱۳ بهمن ۱۳۸۹
- آمانو: استاکس نت خطرناک است، اما ایران و روسیه هوشیار بوده‌اند

مدیر کل آژانس بین المللی انرژی اتمی می‌گوید که حملات کامپیوتری از جمله مانند آنچه با استاکس نت انجام شد می‌تواند به مراکز اتمی صدمه بزند اما ایران و روسیه «توجه کافی» برای جلوگیری از هرگونه حادثه احتمالی نشان داده‌اند. یوکیا آمانو که در مصاحبه‌ای با خبرگزاری رویترز اظهار نظر می‌کرد گفت که آژانس بین المللی انرژی اتمی تحولات را زیر نظر دارد و با علاقه مشغول جمع آوری اطلاعات درباره کرم رایانه‌ای استاکس نت است. ایران تایید کرده‌است که استاکس نت، کامپیوترهای کارکنان راکتور اتمی بوشهر را آلوده کرده اما به سیستم‌های اصلی آن صدمه نزده‌است. استاکس نت علاوه بر ایران در بعضی از کشورهای دیگر نیز ظاهر شده‌است اما به نظر می‌رسد که ایران بیشترین آلودگی را تجربه کرده باشد. بی‌بی‌سی فارسی
- اوباما: «انتقال قدرت در مصر باید همین حالا شروع شود»

یک روز پس از تظاهرات خیابانی میلیونی مردم مصر، باراک اوباما، رئیس‌جمهور آمریکا در اظهارنظری گفت «انتقال قدرت در مصر، هم‌راه با نظم و همین حالا شروع شود». باراک اوباما از قول همتای مصری‌اش گفت «حسنی مبارک متوجه‌است که وضع کنونی پایدار نیست و تغییر اجتناب ناپذیر است». در همین حال حسنی مبارک، رئیس‌جمهور ۸۲ ساله مصر، در یک سخنرانی تلویزیونی وعده دارد در انتخابات آینده ریاست‌جمهوری شرکت نکند. او در این حال گفت وظیفه خود را تسهیل انتقال آرام قدرت می‌داند. بی‌بی‌سی فارسی، دویچه وله فارسی، رادیو فردا
- کانادا حکم اعدام سعید ملک‌پور در ایران را محکوم کرد

## ۱۴ بهمن ۱۳۸۹
- کشف ده‌ها سیاره دارای امکان شرایط زیست

دانشمندان تلسکوپ فضایی کپلر پس از بررسی داده‌های نزدیک به ۱۲۰۰ سیاره که در مدار ستاره‌های‌ دیگر گردش می‌کنند، نتیجه گرفته‌اند که از این میان ۵۴ سیاره در فاصله «قابل زیست» از ستاره خود قرار دارند و ممکن است شرایطی که در زمین منجر به شکل‌گیری حیات شده، در آن سیارات هم وجود داشته باشد. بی‌بی‌سی انگلیسی
- کاخ سفید: «حُسنی مبارک باید همین حالا برود»

در پی درگیری‌های خشونت‌بار میدان تحریر قاهره، رابرت گیبس سخنگوی کاخ سفید در یک «موضع‌گیری غیرمنتظره» از حسنی مبارک، رئیس‌جمهور مصر خواست که با ترک فوری خاک مصر جلوی خشونت‌های بیشتر را بگیرد و امکان انتقال به دموکراسی را فراهم سازد. دویچه وله فارسی
- ادامه مقاومت معترضان پس از درگیری‌های مرگ‌بار قاهره

## ۱۵ بهمن ۱۳۸۹
- حُسنی مبارک: اگر کنار بروم «هرج و مرج» می‌شود

حُسنی مبارک رئیس‌جمهور مصر در مصاحبه‌ای اختصاصی با کریستین امان‌پور، خبرنگار شبکه تلویزیونی ای‌بی‌سی آمریکا، هشدار داده که «خلا قدرت ناشی از کناره‌گیری فوری او، بقدرت رسیدن گروه اسلام‌گرای اخوان‌المسلمین را در پی خواهد داشت». حسنی مبارک، هم‌چنین در مصاحبه تلویزیونی گفت که از قدرت خسته‌شده، اما اگر فورا کناره‌گیری کند، هرج و مرج کشورش را فرا خواهد گرفت. بی‌بی‌سی فارسی، دویچه وله فارسی
- گوگل: «آثار هنری را از نزدیک تماشا کنید!»

## ۱۶ بهمن ۱۳۸۹
- واکنش مقامات مصری و تاکید دوباره اخوان المسلمین در واکنش منفی به سخنان رهبر ایران

همزمان با آنکه برخی رسانه‌های ایرانی (از جمله وبگاه تابناک)، واکنش منفی اخوان المسلمین به اظهارات رهبر جمهوری اسلامی را جعل مواضع این گروه خوانده‌اند، راشد البیومی، یک سخنگوی اخوان‌المسلمین در گفت‌وگو با نشریه «اشپیگل» بار دیگر تأکید کرد که «آنچه در مصر روی می‌دهد، خیزش مردم مصر است و دلیل اینکه جنبش اخوان‌المسلمین سعی دارد که در حوادث اخیر مصر در کانون توجه‌ها نباشد آن است که نمی‌خواهد این انقلاب، یک انقلاب اسلامی به نظر آید.» وی همچنین دولت حسنی مبارک را متهم کرد که به دنبال تخریب وجهه این جنبش است و تأکید کرد که جنبش اخوان‌المسلمین به دنبال صلح است و نه خشونت. همچنین احمد ابوالغیط، وزیر خارجه مصر، موضع رهبر جمهوری اسلامی را «خصمانه و نفرت‌انگیز» خواند و گفت که «امید ایران برای روی کار آمدن یک دولت اسلامی در مصر، نشانگر آن است که این کشور به دنبال استیلا بر منطقه [خاورمیانه] است». رادیو فردا
- احتمال مذاکره دولت و مخالفان در مصر

عمر سلیمان، معاون رئیس‌جمهور مصر، قرار است با سران برخی از گروه‌های مخالف دیدار کند. اخوان‌المسلمین که اصلی‌ترین گروه سیاسی اسلام‌گرای مخالف دولت مصر است، گفته‌است که حاضر است در صورتی که به شرایطش عمل شود، در مذاکرات با دولت شرکت کند. قرار است بانک‌های مصر امروز باز شوند و بازار بورس قاهره نیز روز دوشنبه بازگشایی شود. بی‌بی‌سی فارسی، نیویورک تایمز
- رد سخنان رهبر ایران توسط آمریکا و اخوان المسلمین

دولت ایالات متحده آمریکا در واکنش به سخنان آیت‌الله علی خامنه‌ای، رهبر نظام جمهوری اسلامی ایران در حمایت از معترضان مصری، خواهان این شده است که جمهوری اسلامی هم به مردم ایران اجازه اعتراض مسالمت آمیز بدهد. اخوان‌المسلمین که اصلی‌ترین گروه سیاسی اسلام‌گرای مخالف دولت مصر است، نیز در پاسخ به اظهارات سید علی خامنه‌ای، اعلام کرد که «قیام مردم مصر، شامل همه اقشار این کشور نظیر مسلمانان، مسیحیان و تمامی نگرش‌های سیاسی موجود در مصر است و یک انقلاب اسلامی نیست». بی‌بی‌سی فارسی، دویچه‌وله فارسی، رادیو فردا، یورونیوز فارسی، وب‌سایت رسمی اخوان‌المسلمین
- انتقاد اوباما از سازمان‌های اطلاعاتی آمریکا و تاکید بر آغاز فوری روند انتقال قدرت در مصر

باراک اوباما، رئیس‌جمهوری آمریکا، با تاکید بر این‌که آینده مصر را مردم آن تعیین می‌کنند، خواهان آغاز فوری روند انتقال قدرت در این کشور شده است. باراک اوباما گفت آمریکا نمی‌تواند آینده مصر را تعیین کند و افزود: «حقیقت این است که مشکلات مصر با خشونت و سرکوب حل نمی‌شود». او از خشونت علیه روزنامه‌نگاران، فعالان حقوق بشر و معترضان مصری انتقاد کرد و حکومت مصر را مسئول حفاظت از مردم دانست. باراک اوباما هم‌چنین از ناتوانی سازمان‌های اطلاعاتی آمریکا در پیش‌بینی وقایع اخیر تونس و مصر به شدت انتقاد کرد. بی‌بی‌سی فارسی، نیویورک تایمز
- اتحادیه اروپا دارایی‌های وابستگان زین‌العابدین بن علی را مسدود می‌کند

اتحادیه اروپا می‌گوید که دارایی‌های ۴۶ نفر از مقام‌های ارشد و نزدیکان زین‌العابدین بن علی، رئیس‌جمهوری برکنار شده تونس را مسدود می‌کند. وزیران امور خارجه کشورهای عضو اتحادیه اروپا پیشتر موافقت کرده‌بودند که دارایی‌های زین‌العابدین بن علی مسدود شود. دولت تونس نیز حکم بازداشت بین‌المللی زین‌العابدین بن علی، همسرش لیلا ترابلسی و شمار دیگری از اقوام و مشاوران ارشد او را صادر کرده‌است. بی‌بی‌سی فارسی
- اقدام مشترک گوگل و توییتر برای کمک به معترضان مصری

## ۱۷ بهمن ۱۳۸۹
- عبدالحسین روح الامینی: دو مامور نیروی انتظامی در ارتباط با پرونده بازداشتگاه کهریزک اعدام شده اند

عبدالحسین روح الامینی، پدر یکی از قربانیان بازداشتگاه کهریزک، می گوید، دو مامور نیروی انتظامی در ارتباط با پرونده بازداشتگاه کهریزک اعدام شده اند. روح الامینی این مطلب را شنبه شب در مشهد در گفت و گو با خبرنامه دانشجویان ایران بیان کرد. وی همچنین افزود: سعید مرتضوی، دادستان پیشین تهران، نیز در همین ارتباط بزودی محاکمه خواهد شد. سازمان قضایی نیروهای مسلح در تیرماه از صدور حکم اعدام برای دو تن به خاطر قتل امیر جوادی فر، محسن روح الامینی و محمد کامرانی در بازداشتگاه کهریزک خبر داده بود.البته این خبر توسط خود وی تکذیب شد. رادیو فردا تکذیب رادیو فردا
- درخواست موسوی و کروبی برای برگزاری راهپیمایی در حمایت از مردم مصر و تونس

میرحسین موسوی و مهدی کروبی، دو تن از رهبران مخالفان دولت در ایران، در نامه‌ای به وزارت کشور جمهوری اسلامی خواستار صدور مجوز برای «راهپیمایی مردمی» با هدف حمایت از حرکت‌های مردم تونس و مصر شدند. به گزارش سحام‌نیوز، وب‌سایت خبری نزدیک به مهدی کروبی، در درخواست این دو رهبر مخالفان دولت، با اشاره به اصل ۲۷ قانون اساسی در مورد آزاد بودن برگزاری اجتماعات و راهپیمایی‌ها، زمان این راهپیمایی بعدازظهر دوشنبه ۲۵ بهمن ماه و مسیر آن از میدان امام حسین تهران تا میدان آزادی ذکر شده است. مسیری که در ۲۵ خرداد سال ۸۸ شاهد راهپیمایی میلیونی معترضان به نتایج انتخابات ریاست جمهوری دهم بود. رادیو فردا
- کناره‌گیری تمامی اعضای کمیته مرکزی حزب دموکراتیک ملی مصر

## ۱۸ بهمن ۱۳۸۹
- استقلال جنوب سودان قطعی شد

عمر حسن البشیر، رئیس‌جمهور سودان، اعلام کرد که نتیجه همه‌پرسی استقلال جنوب سودان را می‌پذیرد. در این همه‌پرسی، نزدیک به ۹۹ درصد مردم به جدایی جنوب سودان رای‌داده‌اند. هم‌زمان وزیر اطلاعات سودان جنوبی از تلاش برای تعیین پایتخت کشور جدید خبر داد. دویچه‌وله فارسی
- هلند سفیر خود را از تهران فراخواند

هلند به نشانه اعتراض به اعدام زهرا بهرامی، شهروند ایرانی-هلندی و «رفتار نامناسب» مسئولان ایرانی در «بی‌احترامی نسبت به خانواده زهرا بهرامی»، از سفیر خود خواست تهران را ترک کند. هلند در پی تعلیق مناسبات دیپلماتیک با تهران، درصدد تصویب تحریم‌هایی در اتحادیه اروپا علیه جمهوری اسلامی ایران است. دویچه‌وله فارسی، رادیو فردا، بی‌بی‌سی فارسی
- پرده‌برداری ایران از چهار ماهواره جدید

ایران از چهار ماهواره جدید ساخت داخل به نام‌های ظفر، رصد ۱، فجر و آتست  پرده‌برداری کرده و هم‌زمان از تولید انبوه موشک‌های بالستیک هوشمند - به نام خلیج فارس - برای اهداف دریایی خبر داده است. بی‌بی‌سی فارسی
- واکنش محتاطانه مخالفان به مذاکرات انجام شده با دولت مصر

گروه‌های مخالف دولت مصر از جمله اخوان‌المسلمین، پر نفوذترین گروه مخالف در مصر، به پیشنهاد دولت مبنی بر تشکیل کمیته‌ای برای ایجاد اصلاحات در قانون اساسی مصر واکنش محتاطانه‌ای داشته‌اند. براساس گزارش‌ها، نمایندگانی از سوی محمد البرادعی از چهره‌های سرشناس مخالفان هم در این گفتگوها حضور دارند. عمر سلیمان، معاون رئیس‌جمهور مصر به عنوان نماینده دولت در این مذاکرات شرکت کرده‌است. بی‌بی‌سی فارسی، دویچه‌وله فارسی
- خسارت‌دیدن یک معبد تاریخی در درگیری تایلند و کامبوج

کامبوج می‌گوید که یک معبد متعلق به سده یازدهم میلادی که در فهرست میراث جهانی یونسکو به ثبت رسیده‌است، در جریان درگیری‌های فرامرزی با نیروهای ارتش تایلند خسارت دیده‌است. به گفته مقام‌های کامبوجی، بخشی از معبد پریه ویهیر - که مورد مناقشه دو کشور است - پس از بمباران نیروی هوایی تایلند فروریخته است. بی‌بی‌سی فارسی، دویچه‌وله فارسی
- محکومیت زن اسرائیلی به جرم دادن اطلاعات محرمانه به رسانه‌ها

## ۱۹ بهمن ۱۳۸۹
- ده‌ها هزار معترض مصری بر کناره‌گیری مبارک از قدرت تاکید کردند

ده‌ها هزار معترض مصری در میدان تحریر کماکان به تظاهرات خود ادامه می‌دهند و بر درخواست خود برای کناره‌گیری حسنی مبارک، رئیس جمهوری مصر از قدرت پافشاری می‌کنند. گزارش‌ها حاکی از آن است که جمعیت زیادی در میدان حضور دارد و ده‌ها هزار تن هم در اطراف میدان مستقر شده‌اند. بی‌بی‌سی فارسی
- ادامه اعتراضات در مصر علیرغم افزایش حقوق بخش دولتی

در حالی که با ادامه اعتراضات در مصر اوضاع این کشور هم‌چنان در حالت غیرعادی است، دولت مصر می‌گوید که حقوق کارمندان دولت و بازنشستگان را افزایش خواهد داد. از امروز بانک‌ها بازگشایی شده‌اند، اما بازار بورس قاهره تا روز ۱۳ فوریه ۲۰۱۱ میلادی، کار خود را از سر نخواهد گرفت. هم‌زمان ارزش پوند مصر به کم‌ترین میزان در شش سال اخیر سقوط کرده‌است. بی‌بی‌سی فارسی، یورونیوز فارسی
- رهبر شورشیان چچن مسئولیت بمب‌گذاری فرودگاه مسکو را بر عهده گرفت

## ۲۰ بهمن ۱۳۸۹
- رئیس‌جمهور افغانستان: «آمریکا تمایل به ایجاد پایگاه دائمی در افغانستان دارد»

حامد کرزی، رئیس‌جمهوری افغانستان از تمایل مقامات ایالات متحده آمریکا به ایجاد پایگاه‌های دائمی نظامی در افغانستان خبر داد. رئیس‌جمهور افغانستان با این وجود تاکید کرد که هر گونه تصمیم‌گیری در این مورد، بر اساس منافع ملی افغانستان صورت خواهد گرفت. بی‌بی‌سی فارسی
- موسوی و کروبی: «در ایران به نام دین مناسبات استبدادی برقرار شده‌است»

میرحسین موسوی و مهدی کروبی، از مخالفان دولت ایران، در بیانیه‌ای به به مناسبت سالگرد پیروزی انقلاب ۱۳۵۷ ایران، به انتقاد او وضعیت کنونی سیاسی و اجتماعی ایران پرداختند. رهبران مخالفان دولت ایران، هدف جنبش سبز را مقابله با بازتولید مناسبات استبدادی دانسته‌ و گفتمان جنبش سبز را «پایان‌دادن به اوباش‌سالاری و حاکمیت شایسته‌سالاری» عنوان کرده‌اند. دویچه‌وله فارسی، رادیو فردا، کلمه
- ایران: «سلاح‌های توقیف‌شده در نیجریه عازم گامبیا بود»

حسین عبداللهی، سفیر ایران در نیجریه گفته‌است که محموله سلاح توقیف‌شده در بندر لاگوس جزئی از توافق بین ایران و گامبیا و عازم این کشور بوده‌است. مأموران امنیتی نیجریه، اوایل آبان ۱۳۸۹ خورشیدی، در جریان بازرسی از یک کشتی تجاری، ۱۳ کانتینر حاوی اسلحه و مواد منفجره را از مبدا ایران، کشف و ضبط کردند. بی‌بی‌سی فارسی، دویچه‌وله فارسی
- نخستین خودروی پرنده جهان اجازه ساخت گرفت

## ۲۱ بهمن ۱۳۸۹
- حسنی مبارک استعفا نمی‌دهد؛ راهکارهای جدید برای حل بحران

حسنی مبارک در سخنرانی تلویزیونی خود که از ساعت ۱۰:۴۵ دقیقه شب به وقت قاهره آغاز شد، اعلام کرد تا ماه سپتامبر در سمت خود باقی خواهد ماند تا شرایط را برای انتقال صلح‌آمیز قدرت را آماده کند و همچنین راهکارهایی را برای حل بحران از جمله اصلاح ۶ اصل قانون اساسی و ابطال یک اصل آن و آمادگی برای اصلاح اصول دیگر اعلام کرد. مبارک اعلام کرد در هر نظام سیاسی اشتباهاتی رخ می‌دهد و وعده داد افرادی را که علیه جوانان مصری جنایت کردند به شدیدترین مجازات قانونی محکوم می‌کند. وی همچنین اعلام کرد برخی از اختیارات خود را به معاونش عمر سلیمان منتقل می‌کند و قانون شرایط اضطراری نیز در زمان مناسب - ونه حالا- لغو خواهد شد. معترضین متحصن در میدان التحریر که تا قبل از سخنرانی رئیس‌جمهور غرق در شادی بودند، خشمگین علیه او شعار می‌دهند. وبلاگ آنلاین الجزیره
- مهدی کروبی در «حصر خانگی» قرار گرفت

سحام نیوز، پایگاه خبری حزب اعتماد ملی در ایران می‌گوید که مهدی کروبی، رهبر این حزب و یکی از سران مخالفان دولت، از دیدار با اعضای خانواده خود منع شده‌است. مهدی کروبی و میرحسین موسوی، یکی دیگر از رهبران معترضان در ایران، از دولت این کشور خواسته‌اند که به هواداران آن‌ها اجازه دهد در روز ۲۵ بهمن ۱۳۸۹ برای اعلام همبستگی با حرکت‌های مردمی در منطقه، «به ویژه قیام آزادی‌خواهانه مردم تونس و مصر علیه حکومت استبدادی در این دو کشور»، راه‌پیمایی کنند. بی‌بی‌سی فارسی، دویچه‌وله فارسی
- وزیر خارجه مصر: «آمریکا در صدد تحمیل اراده خود بر نیاید»

احمد ابوالغیظ، وزیر خارجه مصر، در واکنش به توصیه مقامات آمریکایی در مورد «تسریع روند تغییرات سیاسی در مصر»، خواست آنان را «مفید» ندانسته و گفته‌است که «زمانی که لغاتی مانند سریع، فوری و همین حالا را به کار می‌برید، در صدد برآمده‌اید که اراده خود را بر کشوری بزرگ مانند مصر، تحمیل کنید». بی‌بی‌سی فارسی
- ادغام بازار بورس لندن و تورنتو

بازار بورس اوراق بهادار لندن با بازار بورس تورنتو در کانادا ادغام می‌شود. با ادغام این دو بازار بورس، چهارمین بازار بزرگ بورس جهان شکل می‌گیرد و سالانه بیش از چهار تریلیون دلار سهام در این بازار بورس مشترک خرید و فروش خواهد شد. یورونیوز فارسی
- ربوده‌شدن نفتکشی دیگر در آب‌های عمان

یک نفت‌کش بزرگ حامل حدود ۲۰۰ میلیون دلار نفت خام، با ۲۵ خدمه در آب‌های ساحلی عمان ربوده شده‌است. شرکت کشتیرانی انسل گفته‌است که تماس‌هایش با نفت‌کش آیرین اس ال قطع شده‌است. این کشتی ۳۳۳ متری از خلیج فارس به خلیج مکزیک می‌رفت. بی‌بی‌سی فارسی
- اعزام ارتش روسیه به جزایر کوریل

## ۲۲ بهمن ۱۳۸۹
- مبارک استعفا داد و قدرت را به ارتش واگذار کرد

در یازدهم فوریه (بیست‌ودوم بهمن) عمر سلیمان اعلام کرد، حسنی مبارک پس از سی سال از مقام ریاست جمهوری استعفا داده و هم‌اکنون، قدرت در دست ارتش مصر است. واشنگتن تایمز، ABC News، گاردین بی‌بی‌سی فارسی
- انتقاد شدید قبایل اردن از ملکه این کشور

رهبران سی و شش قبیله اردن، رانیا عبدالله، ملکه آن کشور را به شدت مورد انتقاد قرارداده‌اند و او را متهم کرده‌اند که مراکز قدرت خاص خود را ایجاد کرده‌است. رانیا عبدالله، فلسطینی‌تبار و اهل کرانه باختری رود اردن است. او در زمینه حقوق زنان فعالیت زیادی دارد. بی‌بی‌سی فارسی
- واکنش منفی باراک اوباما به سخنان حُسنی مبارک

## ۲۳ بهمن ۱۳۸۹
- مصر به همه معاهدات بین‌المللی پایبند خواهد ماند

شورای عالی نیروهای مسلح مصر با انتشار بیانیه‌ای بر تعهد این کشور به معاهدات بین‌المللی و منطقه‌ای خود تاکید کردند. در این بیانیه که در تلویزیون دولتی مصر خوانده شد تاکید شده‌است که پیمان صلح مصر با اسرائیل به قوت خود باقی‌است. ارتش مصر هم‌چنین در اطلاعیه خود اعلام کرده‌است که دولت فعلی تا زمان تشکیل یک دولت جدید برسر کار باقی خواهد ماند. ارتش هم‌چنین اعضای دولت سابق را ممنوع الخروج کرده‌است. بی‌بی‌سی فارسی
- آمریکا، حکومت ایران را به «دورویی» متهم کرد

کاخ سفید پس از کناره‌گیری حسنی مبارک اظهارات مقام‌های ایرانی در مورد رویدادهای مصر را «توخالی» خواند و گفت،‌ به جای این سخنان حکومت ایران به مردم خود اجازه‌دهد هم‌چون مردم مصر با آمدن به خیابان‌ها عقاید خود را آزادانه بیان کنند. دویچه‌وله فارسی، بی‌بی‌سی فارسی
- صدور حکم بازداشت پرویز مشرف، رئیس‌جمهور سابق پاکستان

دادگاهی در پاکستان که پرونده ترور بی‌نظیر بوتو، نخست‌وزیر سابق این کشور را رسیدگی می‌کند، حکم بازداشت پرویز مشرف را صادر کرد. بنا بر ادعای رئیس پلیس پیشین شهر راولپندی، پرویز مشرف در آن زمان برنامه مربوط به محافظت از خانم بوتو را تغییر داده و پس از ترور، پیش از انجام تحقیقات، دستور پاک‌سازی صحنه را صادر کرده بوده‌است. یک سخنگوی پرویز مشرف این اتهامات را رد کرده‌است. پرویز مشرف هم‌اکنون در لندن زندگی می‌کند. دویچه‌وله فارسی، الجزیره انگلیسی
- پادشاه بحرین، وعده پخش پول به خانواده‌های بحرینی را داد

## ۲۴ بهمن ۱۳۸۹
- فرمانده جديد ارتش اسرائيل منصوب شد

هیئت دولت اسرائيل فرمانده جديد ستاد کل فرماندهی و عملیات ارتش اسرائیل را منصوب كرد. سرلشكر بنیامین گنتس، فرمانده جديد ارتش اسرائيل، از تكاوران سابق هوابرد اين كشور است، از روز ۱۴ فوریه ۲۰۱۱ میلادی، رسما فرماندهى ستاد کل نیروهای دفاعی اسرائیل را به عهده مى‌گيرد. بر اساس گزارش‌ها، سرلشكر گانتز ۵۱ سال دارد و در سال ۱۹۷۷ ميلادى به ارتش اسرائيل پيوسته است. او به عنوان بيستمين فرمانده نيروهاى دفاعى اسرائيل، جانشين سپهبد گبی اشکنازی مى‌شود. بی‌بی‌سی فارسی
- تصمیم شورای نظامی مصر به انحلال پارلمان و تعلیق قانون اساسی

## ۲۵ بهمن ۱۳۸۹
- ده‌ها هزار معترض در تهران و دیگر شهرهای ایران دست به تظاهرات زدند

گزارش‌ها از تهران، از ادامه تجمعات و درگیری‌ها در این شهر حکایت دارد. هم‌زمان گزارش‌هایی مبنی بر بازداشت ده‌ها تن از معترضان در تهران و اصفهان منتشر شده‌است. مقامات مسئول هنوز این گزارش‌ها را تایید یا تکذیب نکرده‌اند. ده‌ها هزار نفر از مخالفان دولت در حال راه‌پیمایی هستند و با تاریک‌شدن هوا بر تعدادشان افزوده شده‌است. بی‌بی‌سی فارسی، دویچه‌وله فارسی، رادیو زمانه، رادیو فردا ۱، رادیو فرد ۲، یورونیوز فارسی، صدای آمریکا
پوشش لحظه به لحظه ناآرامی‌ها در ۲۵ بهمن (بی‌بی‌سی فارسی)
- پافشاری مخالفان دولت ایران به برگزاری راه‌پیمایی ۲۵ بهمن

در حالی که میرحسین موسوی و مهدی کروبی از رهبران مخالف دولت در ایران بر انجام «راه‌پیمایی مسالمت‌آمیز» در حمایت از مردم مصر و تونس در روز ۲۵ بهمن ۱۳۸۹ خورشیدی، پافشاری می‌کنند و برگزاری آن را منوط به داشتن مجوز دولتی نمی‌دانند، در شب ۲۴ بهمن صدای فریادهای «الله اکبر» و «مرگ بر دیکتاتور» از برخی از نقاط تهران و برخی شهرهای ایران شنیده می‌شد. مقامات دولتی ایران در واکنش گفته‌اند که درخواست صدور مجوز «غیر قانونی» است. از جمله فرمانده سپاه تهران گفته‌است که «با هرگونه تحرک مخالفان به شدت برخورد می‌کنيم». بی‌بی‌سی فارسی ۱، بی‌بی‌سی فارسی ۲، رادیو زمانه، رادیو فردا ۱، رادیو فردا ۲، رادیو فردا ۳، دویچه‌وله فارسی، رادیو بین‌المللی فرانسه
- محاصرهٔ کوچه و قطع تلفن‌های میرحسین موسوی و حصر خانه مهدی کروبی

## ۲۶ بهمن ۱۳۸۹
- نمایندگان مجلس شورای اسلامی خواستار اعدام موسوی و کروبی شدند

ده‌ها نمایندهٔ مجلس شورای اسلامی در جلسهٔ علنی شعارهای «موسوی و کروبی اعدام باید گردند» و «مرگ بر موسوی و کروبی و خاتمی» سر دادند. ۲۳۳ نماینده نیز در بیانیه‌ای رسمی خواستار اشد مجازات برای میرحسین موسوی و مهدی کروبی شدند. رادیو زمانه، بی‌بی‌سی
- دست‌کم دو کشته و چندین مجروح بر اثر شلیک گلوله در اعتراضات ۲۵ بهمن

کاظم جلالی نمایندهٔ مجلس شورای اسلامی کشته شدن دو نفر در اعتراضات ۲۵ بهمن در تهران را تأیید کرد. یکی از کشته‌شدگان صانع ژاله دانشجوی دانشگاه هنر و از کردهای سنی‌مذهب اهل پاوه است. سازمان بسیج مستضعفین در بیانیه‌ای وی را یک دانشجوی بسیجی معرفی کرد که توسط «عوامل فتنه‌گر» کشته شده‌است. احمدرضا رادان جانشین فرمانده نیروی انتظامی نیز از کشته شدن یک نفر و زخمی شدن ۸ نفر که حال یکی از مجروحان وخیم گزارش شده است، در اقدامات مسلحانه «منافقین» خبر داد. اسوشیتدپرس هم از انتقال دست‌کم ۳ نفر که بر اثر برخورد گلوله زخمی شده بودند به یکی از بیمارستان‌های مرکز تهران و بستری شدن ده‌ها نفر دیگر در بیمارستان‌ها بر اثر جراحات شدید خبر داد. الجزیره ۱،  الجزیره ۲
- سکوت منابع خبری رسمی ایران در انعکاس ناآرامی‌ها

در حالی‌که خبرگزاری‌های بین‌المللی و بسیاری از سایت‌های خبری در ایران و خارج ازاین کشور اخبار مربوط به تجمع اعتراضی مردم در تهران و شهرهای بزرگ را به دقت دنبال می‌کنند، برخی خبرگزاری‌ها و سایت‌های حامی دولت ایران تا ساعت‌ها هیچ خبری در این‌باره منتشر نکردند. شاهدان عینی، شرکت‌کنندگان، و رسانه‌هایی چون سی‌ان‌ان و خبرگزاری فرانسه تجمع معترضان را «چند ده هزار نفری» خواندند و گزارش دادند که این تظاهرات در جو امنیتی و پلیسی بسیار سنگین انجام شده‌است. مواردی هم از برخورد نیروهای پلیس و لباس شخصی‌ها با مردم و شلیک گاز اشک‌آور و ضرب و جرح مردم گزارش شده‌است، اما خبرگزاری دانشجویان ایران، ایسنا، خبرگزاری دولتی ایران، ایرنا و خبرگزاری مهر هنوز هم سکوت خبری خود را در این مورد حفظ کرده‌اند. بی‌بی‌سی فارسی، دویچه‌وله فارسی
- کارلوس کرش از پذیرش سرمربیگری تیم ملی فوتبال ایران انصراف داد

## ۲۷ بهمن ۱۳۸۹
- (برای این روز رویدادی ثبت نشده‌است).

## ۲۸ بهمن ۱۳۸۹
- (برای این روز رویدادی ثبت نشده‌است).

## ۲۹ بهمن ۱۳۸۹
- دیلی تلگراف: گروهی از فرماندهان سپاه پاسداران خواستار منع تیراندازی به مردم شدند

روزنامه دیلی تلگراف، چاپ لندن، نوشته‌است که جمعی از افسران ارشد سپاه پاسداران، طی نامه‌ای از محمدعلی جعفری، فرماندهٔ کل سپاه درخواست کرده‌اند که تضمین دهد دستور تیراندازی به سوی معترضان، به آن‌ها داده نخواهد شد. آن‌ها دلیل این درخواست‌شان را مغایرت احکام شرع با به‌کارگیری خشونت بر علیه مردم ذکر کرده‌اند.
دیپلمات‌های کشورهای غربی در تهران نیز صدور چنین نامه‌ای را تایید کرده و گفته‌اند که نسخه‌ای از آن به علی خامنه‌ای و محمود احمدی‌نژاد ارائه شده اما از پاسخ‌گویی یا واکنش مقامات ایرانی به نامهٔ مذکور خبری در دست نیست.
در این نامه از فرماندهٔ کل سپاه درخواست شده به واحدهای سپاه پاسداران و همچنین نیروهای بسیج دستور دهد از تیراندازی به‌سوی معترضان در تجمع‌های اعتراضی خودداری کنند.
به نوشتهٔ دیلی‌تلگراف، این نامه که به صورت گسترده میان اعضای سپاه توزیع شده‌است را گروهی از فرماندهان ارشد واحدهای سپاه در تهران، قم، اصفهان و تبریز امضا کرده‌اند. این روزنامه می‌افزاید در بخشی از این نامه به صراحت آمده‌است: «ما به مردم خود قول می‌دهیم که هرگز به سوی برادران‌مان که در صدد ابراز اعتراض‌های مشروع علیه سیاست‌ها و رفتار رهبران کشور هستند تیراندازی نمی‌کنیم و به ضرب و شتم آنان نمی‌پردازیم.»

## ۳۰ بهمن ۱۳۸۹
- جدایی نادر از سیمین برنده خرس طلایی و نقره‌ای جشنواره بین‌المللی فیلم برلین شد